# ジャンヌ・ロンジェ
ジャンヌ・ロンジェ（Jeanne Rongier、1852年11月27日 - 1929年1月19日）は、フランスの画家である。風俗画や人物画を描いた。

## 略歴
フランス中部、ソーヌ＝エ＝ロワール県のマコンで生まれた。マコンでアンリ・セナール（Henri Sénard）という画家に学んだ後、パリでエヴァリスト・リュミネー（Évariste Luminais: 1821-1896）や「バルビゾン派」の画家の一人とされるアンリ・アルピニーに学んだ。ロンジェもバルビゾン派の画家と働き、フォンテーヌブローの森などで描いたことのあったが、17世紀のオランダ絵画に近い風俗画や人物画を描いた。1869年からパリのサロンに出展した。
1893年のシカゴ万国博覧会では女性館で作品を展示したフランス女性画家の代表団の一人となった。ジャンヌ・ロンジェの作品「肖像画の指導を受ける画家（Séance de portrait sous le Directoire）」は、版画にされ1905年にイギリスで出版されたウォルター・ショー・スパローの著書「Women Painters of the World」に収録された。
1929年パリで亡くなった。

## 作品

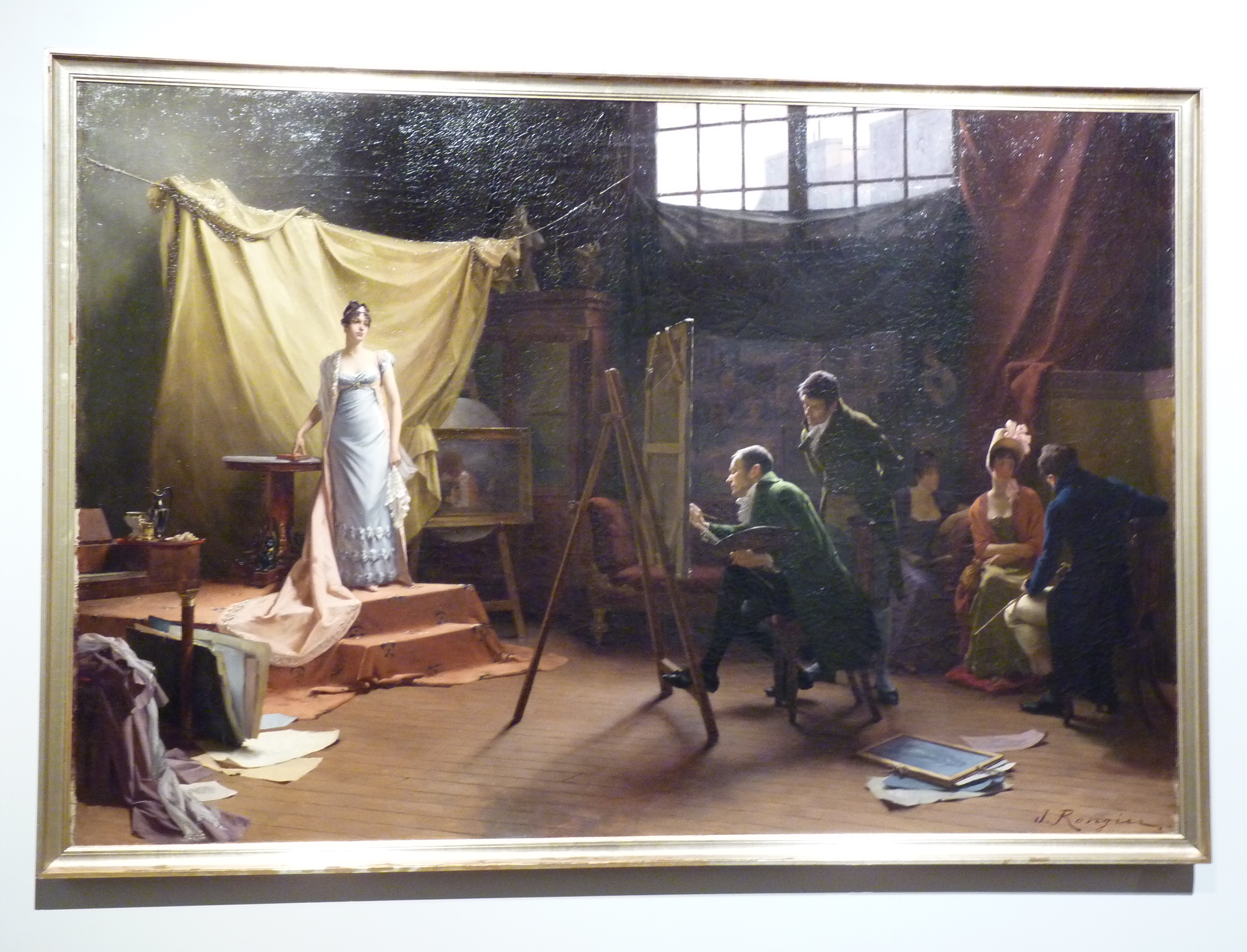
「Séance de portrait sous le Directoire」 ヴァンヌの美術館
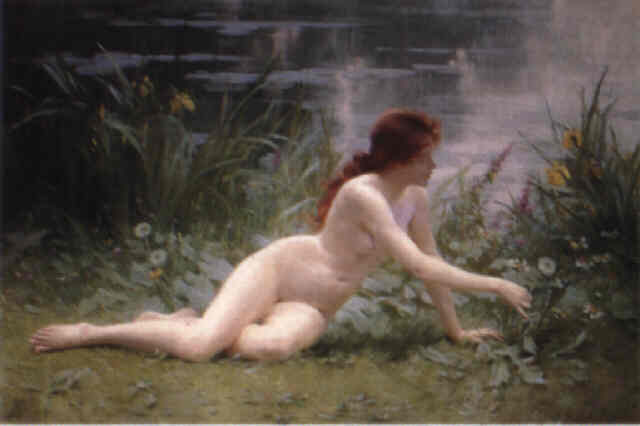
「開花（Floraison）」(1896)
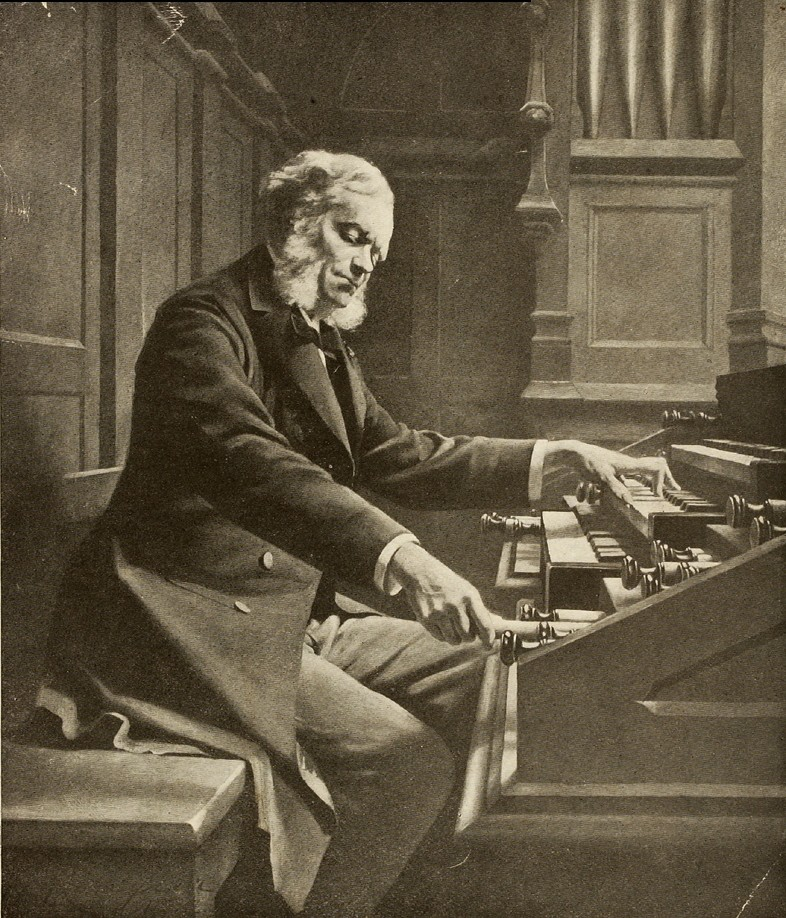
オルガンを弾くセザール・フランク(1885)
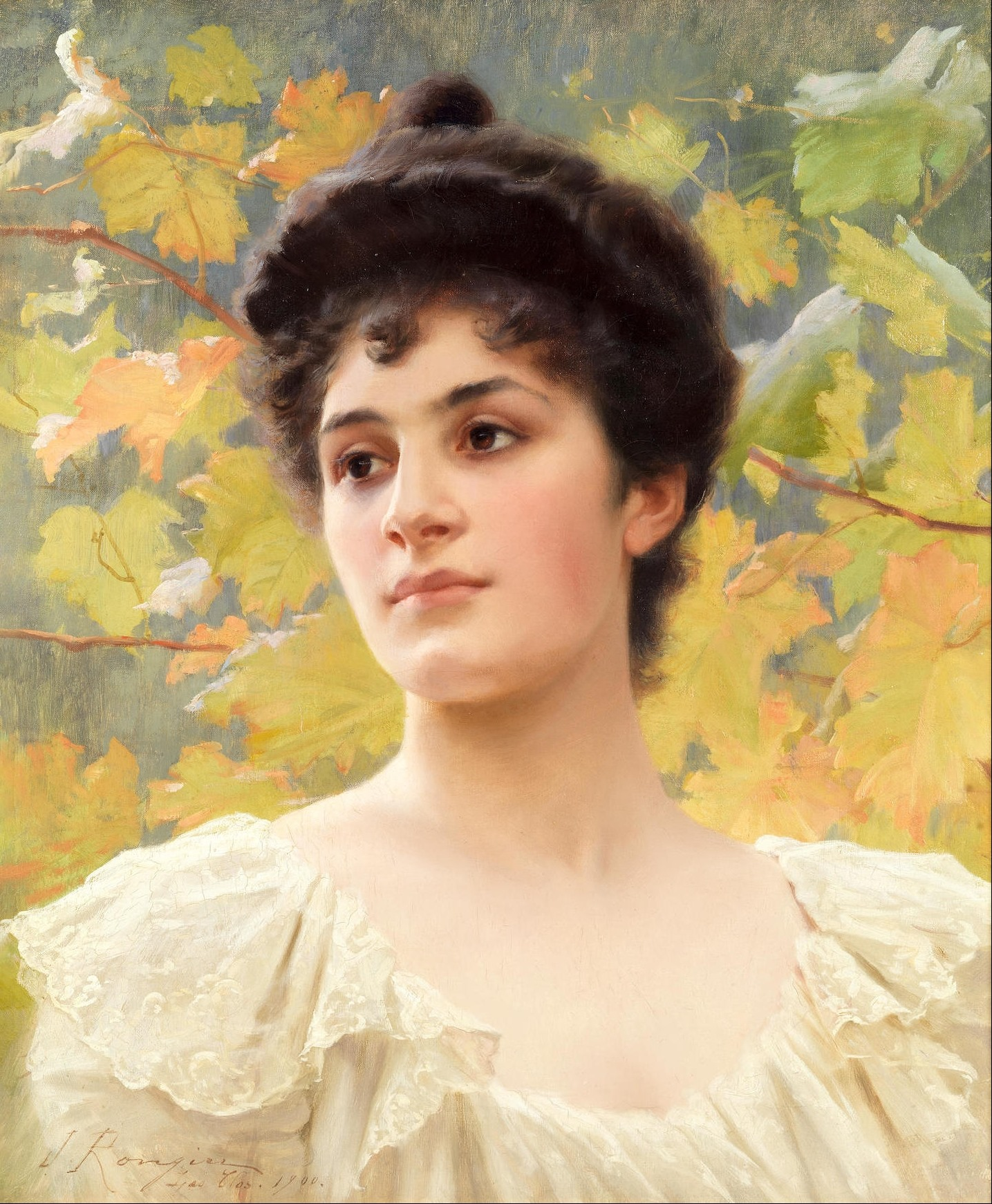
若い女性の肖像画 (1900)